# Валенти, Лаутаро
Лаутаро Родриго Валенти (исп. Lautaro Rodrigo Valenti; род. 14 января 1999, Росарио, Санта-Фе) — аргентинский футболист, защитник клуба «Парма».

## Клубная карьера
Валенти — воспитанник клуба «Ланус». 27 июля 2019 года в матче против «Химнасии Ла-Плата» он дебютировал в аргентинской Примере. В этом же поединке Лаутаро забил свой первый гол за «Ланус». В 2020 году Валенти на правах аренды перешёл в итальянскую «Парму». 22 декабря в матче против «Кротоне» он дебютировал в итальянской Серии A. По окончании аренды клуб выкупил трансфер Валенти за 12 млн. евро.